# سيلفيا إدر
سيلفيا إدر (بالألمانية: Sylvia Eder)‏ هي متزحلقة نمساوية، ولدت في 24 أغسطس 1965 في ليوغانغ في النمسا.

## وصلات خارجية
- سيلفيا إدر على موقع الاتحاد الدولي للتزلج (التزلج على المنحدرات الثلجية) (الإنجليزية)
- سيلفيا إدر على موقع أوليمبيديا (الإنجليزية)